# Хуррамабад
«Хуррамабад» — роман русского писателя Андрея Волоса. Роман был издан в 2000 году в Москве издательством «Независимой газеты» и почти одновременно — на немецком языке. В том же году за «Хуррамабад» журнал «Новый мир» выдвинул автора на соискание Государственной премии Российской Федерации, которая была ему присуждена.
Автор определил жанр «Хуррамабада» как «роман-пунктир», поскольку книга представляет собой цикл связанных между собой рассказов. Первые его фрагменты в виде рассказов были опубликованы в первой книге Андрея Волоса, которая вышла в 1989 году. Часть текстов была удостоена премиями: премия журнала «Знамя»; премия «Пенна» за рассказы, опубликованные в «Знамени» и «Новом мире»; «Антибукер» — за рукопись книги. Автор продолжал расширять книгу также после получения Государственной премии (рассказ «Путёвка на целину»).
Как указывает автор в примечаниях к роману, «Хуррамабад» — это город счастья из персидских и тюркских сказок. Под Хуррамабадом в романе подразумевается Душанбе; поскольку текст книги имеет поэтическую, а не публицистическую основу, то автор посчитал, что название конкретного города внесло бы диссонанс.
В интервью 2001 года Андрей Волос сказал: «„Хуррамабад“ — лучшая моя книжка, по крайней мере на сегодняшний день, и есть у меня основания полагать, что и — навсегда. Она впитала в себя совершенно уникальный материал, который окрашен специфическим отношением к нему самого автора. Поэтому, думаю, другого „Хуррамабада“ я не напишу».

## Стилистика
«Хуррамабад» написан в строгой реалистической манере, классичен, построен на устойчивой концепции мира, где во главу угла поставлен человек. Персонажи «Хуррамабада», как правило, обыкновенные люди, и жизнь их могла бы протекать совершенно обыкновенно, не случись распада Советского Союза.